# Marcelino Menéndez Pelayo
Marcelino Menéndez Pelayo (Santander, 3 de novembre de 1856 - 19 de maig de 1912) fou un polígraf i erudit espanyol, consagrat fonamentalment a la Història de les idees, la crítica i història de la literatura hispanoamericana i la Filologia hispànica en general, encara que també va conrear la poesia, la traducció i la Filosofia. Va mostrar un respecte i proximitat a la llengua catalana insòlit en els intel·lectuals espanyols.
Fou nominat al Premi Nobel de Literatura cinc vegades.

## Estudis, evolució, docència
Marcelino Menéndez Pelayo va néixer el 3 de novembre de 1856 en el municipi càntabre de Santander; fill de Marcelino Menéndez Pintado, catedràtic de Matemàtiques en l'Institut de Santander i alcalde de la ciutat durant el bienni progressista, i de María Jesús Pelayo y España; tingué tres germans: Enrique, Jesusa i Agustín.
Va estudiar el batxillerat en l'Institut Cantàbric de la seva ciutat natal, on va destacar per la seva bona memòria. Posteriorment, va completar la seva formació en la Universitat de Barcelona (1871–1873) amb Manuel Milà i Fontanals, en la de Madrid (1873), on una arbitrarietat acadèmica del catedràtic Nicolás Salmerón, que va fer repetir curs als seus alumnes sense ni tan sols haver-los examinat, l'hauria d'enemistar a mort amb el krausisme postkantià i els hegelians en general, i a Valladolid (1874), on va intimar amb qui seria el seu gran amic, el conservador Gumersindo Laverde, que el va apartar del seu liberalisme inicial i el va orientar cap al partit més conservador, el dels anomenats neocatòlics. Va fer un viatge d'estudis a biblioteques de Portugal, Itàlia, França, Bèlgica i Holanda (1876–1877) i va exercir de catedràtic de la Universitat de Madrid (1878) després de passar per un tribunal en el qual estava un altre gran culte i crític, Juan Valera y Alcalá Galiano, acudint a la tertúlia nocturna, a la seva casa.
Fou nominat al Premi Nobel de Literatura cinc vegades.

## Càrrecs més rellevants
Va ser escollit membre de la Reial Acadèmia Espanyola (1880), diputat a Corts (1884–1892), proposat pel Premi Nobel el 1905, membre de la Reial Acadèmia de la Història el 1882, amb el discurs La historia considerada como obra poética. En aquesta institució va ser bibliotecari des de 1892 i director des de 1910. Va entrar en la Reial Acadèmia de Ciències Morals i Polítiques el 1889 i en la Reial Acadèmia de Belles Arts de Sant Ferran el 1892. Finalment, entre 1898 i fins a la seva mort el 1912, va ser director de la Biblioteca Nacional d'Espanya, succeint en el càrrec a Manuel Tamayo y Baus.

## Pensament
Abans de morir va tornar al seu inicial liberalisme, però ancorat en punts de vista sòlidament cristians, i va corregir molts dels seus primitius judicis desfavorables sobre Gaspar Núñez de Arce o Benito Pérez Galdós, que va acabar per ser el seu amic i a qui va donar suport en el seu accés a la Reial Acadèmia Espanyola de la Llengua.

## Llegat
Va morir a la seva ciutat natal, al municipi de la qual va llegar la seva rica biblioteca particular de quaranta mil volums. El seu paisà el cardenal Ángel Herrera Oria, qui es considerava en certa manera el seu deixeble, va resumir la seva labor de forma lapidària: «Va consagrar la seva vida a la seva pàtria. Va voler posar a la seva pàtria al servei de Déu».

## Obres
- La novela entre los latinos (Santander, 1875). Fou la seva tesi doctoral.
- Estudios críticos sobre escritores montañeses. I. Trueba y Cosío (Santander, 1876).
- Polémicas, indicaciones y proyectos sobre la ciencia española (Madrid, 1876).
- La ciencia española, 2a edició (Madrid, 1887-1880).
- Horacio en España (Madrid, 1877, 2ª ed. 1885).
- Estudios poéticos (Madrid, 1878).
- Odas, epístolas y tragedias (Madrid, 1906).
- Traductores españoles de la Eneida (Madrid, 1879).
- Traductores de las Églogas y Geórgicas de Virgilio (Madrid, 1879).
- Historia de los heterodoxos españoles (Madrid, 1880-1882).
- Calderón y su teatro (Madrid, 1881).
- Dramas de Guillermo Shakespeare traducción (Barcelona, 1881).
- Obras completas de Marco Tulio Cicerón, traducción (Madrid, 1881-1884).
- Historia de las ideas estéticas en España (Madrid, 1883-1889).
- Estudios de crítica literaria (Madrid, 1884).
- Obras de Lope de Vega, 1890-1902.
- Antología de poetas líricos castellanos desde la formación del idioma hasta nuestros días, 1890-1908.
- Ensayos de crítica filosófica (Madrid, 1892).
- Antología de poetas hispano-americanos, 1893-1895.
- Historia de la poesía hispano-americana (Madrid, 1911).
- Bibliografía hispano-latina clásica (Madrid, 1902).
- Orígenes de la novela (Madrid, 1905-1915).
- El doctor D. Manuel Milá y Fontanals. Semblanza literaria (Barcelona, 1908).
- Obras Completas, iniciada el 1911.
- "Biblioteca de traductores españoles", en Obras Completas, Madrid: CSIC, 1952-1953.